# Record du monde de natation messieurs du 50 mètres nage libre
Cet article traite de la progression du record du monde de natation messieurs pour l'épreuve du 50 mètres nage libre en bassin de 50 et 25 mètres.  

## Bassin de 50 mètres
Légende : les mentions « s, d ou f » éventuellement placées entre parenthèses après la nature de la compétition signifient respectivement que le record a été battu au cours d’une série, d’une demi-finale ou d’une finale.
| Temps                                                                   | Athlète            | Naissance | Âge | Nationalité          | Compétition                                           | Lieu                | Date              |
| ----------------------------------------------------------------------- | ------------------ | --------- | --- | -------------------- | ----------------------------------------------------- | ------------------- | ----------------- |
| 23 s 86                                                                 | Jonty Skinner      |           |     | Afrique du Sud       |                                                       | Philadelphie        | 14 août 1976      |
| 23 s 74                                                                 | Joe Bottom         | 1955      |     | États-Unis           |                                                       | Etobicoke           | 3 juillet 1977    |
| 23 s 72                                                                 | Ron Manganiello    |           |     | États-Unis           |                                                       | Miami               | 29 juillet 1978   |
| 23 s 70                                                                 | Klaus gusmann      | 1952      | 27  | Allemagne de l'Ouest |                                                       | Fribourg-en-Brisgau | 23 juillet 1979   |
| 23 s 66                                                                 | Chris Cavanaugh    |           |     | États-Unis           |                                                       | Amersfoot           | 2 février 1980    |
| 22 s 83                                                                 | Bruce Stahl        |           |     | États-Unis           | (s)                                                   | Austin              | 10 avril 1980     |
| 22 s 83                                                                 | Joe Bottom         |           |     | États-Unis           | Hawaii Invitation (s)                                 | Honolulu            | 15 août 1980      |
| 22 s 71                                                                 | Joe Bottom         |           |     | États-Unis           | Hawaii Invitation (f)                                 | Honolulu            | 15 août 1980      |
| 22 s 54                                                                 | Robin Leamy        |           |     | États-Unis           | Championnats USA (s)                                  | Brown Deer          | 15 août 1981      |
| 22 s 52                                                                 | Dano Halsall       | 1963      | 22  | Suisse               | meeting del Castelloi                                 | Bellinzone          | 21 juillet 1985   |
| 22 s 40                                                                 | Tom Jager          | 1964      | 21  | États-Unis           | USA Invitation                                        | Austin              | 6 décembre 1985   |
| 22 s 33                                                                 | Matt Biondi        | 1965      | 21  | États-Unis           | Sélection championnats du monde                       | Orlando             | 26 juin 1986      |
| 22 s 33                                                                 | Matt Biondi        | 1965      | 22  | États-Unis           | Championnats USA                                      | Clovis              | 30 juillet 1987   |
| Record reconnu par la FINA (auparavant: meilleure performance mondiale) |                    |           |     |                      |                                                       |                     |                   |
| 22 s 32                                                                 | Tom Jager          | 1964      | 23  | États-Unis           | Championnats pan-pacifiques                           | Brisbane            | 13 août 1987      |
| 22 s 23                                                                 | Tom Jager          | 1964      | 24  | États-Unis           | Championnats USA                                      | Orlando             | 25 mars 1988      |
| 22 s 18                                                                 | Peter Williams     |           |     | Afrique du Sud       | CSCA Invitation                                       | Indianapolis        | 10 avril 1988     |
| 22 s 14                                                                 | Matt Biondi        | 1965      | 23  | États-Unis           | Jeux olympiques                                       | Séoul               | 24 septembre 1988 |
| 22 s 12                                                                 | Tom Jager          | 1964      | 25  | États-Unis           | Championnats pan-pacifiques                           | Tokyo               | 20 août 1989      |
| 21 s 98                                                                 | Tom Jager          | 1964      | 26  | États-Unis           | USA Sprint (d)                                        | Nashville           | 24 mars 1990      |
| 21 s 81                                                                 | Tom Jager          | 1964      | 26  | États-Unis           | USA Sprint (f)                                        | Nashville           | 24 mars 1990      |
| 21 s 64                                                                 | Aleksandr Popov    | 1971      | 29  | Russie               | Championnats de Russie (tt)                           | Moscou              | 16 juin 2000      |
| 21 s 56                                                                 | Eamon Sullivan     | 1985      | 22  | Australie            | Championnats open de l'État de Nouvelle-Galles du Sud | Sydney              | 17 février 2008   |
| 21 s 50                                                                 | Alain Bernard      | 1983      | 24  | France               | Championnats d'Europe (d)                             | Eindhoven           | 23 mars 2008      |
| 21 s 41                                                                 | Eamon Sullivan     | 1985      | 22  | Australie            | Championnats d'Australie (d)                          | Sydney              | 27 mars 2008      |
| 21 s 28                                                                 | Eamon Sullivan     | 1985      | 22  | Australie            | Championnats d'Australie (f)                          | Sydney              | 28 mars 2008      |
| 20 s 94                                                                 | Frédérick Bousquet | 1981      | 28  | France               | Championnats de France (f)                            | Montpellier         | 26 avril 2009     |
| 20 s 91                                                                 | César Cielo        | 1987      | 22  | Brésil               | Championnats du Brésil (f)                            | São Paulo           | 18 décembre 2009  |

## Bassin de 25 mètres
Légende : les mentions « s, d ou f » éventuellement placées entre parenthèses après la nature de la compétition signifient respectivement que le record a été battu au cours d’une série, d’une demi-finale ou d’une finale.
| Temps   | Athlète            | Naissance | Âge | Nationalité    | Compétition                         | Lieu                | Date             |
| ------- | ------------------ | --------- | --- | -------------- | ----------------------------------- | ------------------- | ---------------- |
| 21 s 64 | Steve Crocker      | 1963      | 29  | États-Unis     |                                     | Dallas              | 24 mars 1992     |
| 21 s 60 | Mark Foster        | 1970      | 23  | Royaume-Uni    |                                     | Sheffield           | 17 février 1993  |
| 21 s 50 | Aleksandr Popov    | 1971      | 23  | Russie         |                                     | Desenzano del Garda | 13 mars 1994     |
| 21 s 48 | Mark Foster        | 1970      | 28  | Royaume-Uni    | Championnats d'Europe (s)           | Sheffield           | 13 décembre 1998 |
| 21 s 31 | Mark Foster        | 1970      | 28  | Royaume-Uni    | Championnats d'Europe (f)           | Sheffield           | 13 décembre 1998 |
| 21 s 31 | Roland Schoeman    | 1980      | 20  | Afrique du Sud | Championnats NCAA (s)               | Minneapolis         | 23 mars 2000     |
| 21 s 28 | Roland Schoeman    | 1980      | 20  | Afrique du Sud | Championnats NCAA (rf)              | Minneapolis         | 23 mars 2000     |
| 21 s 21 | Anthony Ervin      | 1980      | 20  | États-Unis     | Championnats NCAA (f)               | Minneapolis         | 23 mars 2000     |
| 21 s 13 | Mark Foster        | 1970      | 31  | Royaume-Uni    | Coupe du monde (f)                  | Paris               | 28 janvier 2001  |
| 21 s 10 | Frédérick Bousquet | 1981      | 23  | France         | Championnats NCAA (f)               | Long Island         | 25 mars 2004     |
| 20 s 98 | Roland Schoeman    | 1980      | 26  | Afrique du Sud | Deutscher Ring Aquatics Meet (d)    | Hambourg            | 13 août 2006     |
| 20 s 93 | Stefan Nystrand    | 1981      | 26  | Suède          | Coupe du monde (f)                  | Berlin              | 18 novembre 2007 |
| 20 s 81 | Duje Draganja      | 1983      | 25  | Croatie        | Championnats du monde (f)           | Manchester          | 11 avril 2008    |
| 20 s 64 | Roland Schoeman    | 1980      | 28  | Afrique du Sud | Championnats d'Afrique du Sud (f)   | Johannesburg        | 6 septembre 2008 |
| 20 s 48 | Amaury Leveaux     | 1985      | 23  | France         | Championnats d'Europe (df)          | Rijeka              | 11 décembre 2008 |
| 20 s 30 | Roland Schoeman    | 1980      | 29  | Afrique du Sud | Championnats d'Afrique du Sud (s)   | Pietermaritzburg    | 8 août 2009      |
| 20 s 26 | Florent Manaudou   | 1990      | 24  | France         | Championnats du monde (f)           | Doha                | 5 décembre 2014  |
| 20 s 24 | Caeleb Dressel     | 1996      | 23  | États-Unis     | International Swimming League (ISL) | Las Vegas           | 20 décembre 2019 |
| 20 s 16 | Caeleb Dressel     | 1996      | 24  | États-Unis     | International Swimming League       | Budapest            | 21 novembre 2020 |
| 19 s 90 | Jordan Crooks      | 2002      | 22  | îles Caïmans   | Championnats du monde (d)           | Budapest            | 14 décembre 2024 |

## 50 yards nage libre
Légende : les mentions « s, d ou f » éventuellement placées entre parenthèses après la nature de la compétition signifient respectivement que le record a été battu au cours d’une série, d’une demi-finale ou d’une finale.
| Temps   | Athlète            | Naissance | Âge | Nationalité                                     | Compétition                           | Lieu         | Date            |
| ------- | ------------------ | --------- | --- | ----------------------------------------------- | ------------------------------------- | ------------ | --------------- |
| 21 s 10 | Steve Jackman      |           |     | États-Unis, Minnesota                           | Championnats NCAA                     |              | 29 mars 1962    |
| 20 s 99 | Zachary Zorn       |           |     | États-Unis, UCLA                                | Championnats NCAA                     |              | 28 mars 1968    |
| 20 s 81 | Daniel Frawley     |           |     | États-Unis, Université du Sud de la Californie  | Championnats NCAA                     |              | 27 mars 1969    |
| 20 s 30 | David Edgar        |           |     | États-Unis, Tennessee                           | Championnats NCAA                     |              | 25 mars 1971    |
| 20 s 30 | John Trembley      |           |     | États-Unis, Tennessee                           | Championnats NCAA                     |              | 23 mars 1972    |
| 20 s 06 | John Trembley      |           |     | États-Unis, Tennessee                           | Championnats NCAA (s)                 |              | 28 mars 1974    |
| 19 s 75 | Joe Bottom         |           |     | États-Unis, Université du Sud de la Californie  | Championnats NCAA                     |              | 24 mars 1977    |
| 19 s 36 | Robin Leamy        |           |     | États-Unis, UCLA                                | Championnats NCAA (s)                 | Austin       | 26 mars 1981    |
| 19 s 24 | Tom Jager          | 1964      | 21  | États-Unis, UCLA                                | Championnats NCAA                     | Austin       | 28 mars 1985    |
| 19 s 22 | Matt Biondi        | 1965      | 21  | États-Unis, Université de Californie (Berkeley) | Championnats NCAA                     | Indianapolis | 3 avril 1986    |
| 19 s 15 | Matt Biondi        | 1965      | 22  | États-Unis, Université de Californie (Berkeley) | Championnats NCAA                     | Austin       | 2 avril 1987    |
| 19 s 05 | Tom Jager          | 1964      | 26  | États-Unis, Santa Clara                         | Championnats NCAA                     | Indianapolis | 23 mars 1990    |
| 19 s 05 | Anthony Ervin      | 1981      | 21  | États-Unis, Université de Californie            | Championnats NCAA (r)                 | Athens       | 28 mars 2002    |
| 18 s 74 | Frédérick Bousquet | 1981      | 24  | France, Université d'Auburn                     | Championnats NCAA (s)                 | Minneapolis  | 24 mars 2005    |
| 18 s 69 | César Cielo        | 1987      | 20  | Brésil, Université d'Auburn                     | Championnats NCAA (rf)                | Minneapolis  | 15 mars 2007    |
| 18 s 69 | César Cielo        | 1987      | 20  | Brésil, Université d'Auburn                     | Championnats NCAA (f)                 | Minneapolis  | 15 mars 2007    |
| 18 s 47 | César Cielo        | 1987      | 21  | Brésil, Université d'Auburn                     | Championnats NCAA (rf)                | Federal Way  | 27 mars 2008    |
| 18 s 39 | Caeleb Dressel     | 1996      | 20  | États-Unis Université de Floride                | SEC (s)                               | Columbia     | 17 février 2016 |
| 18 s 23 | Caeleb Dressel     | 1996      | 20  | États-Unis Université de Floride                | SEC (f)                               | Columbia     | 17 février 2016 |
| 18 s 20 | Caeleb Dressel     | 1996      | 20  | États-Unis Université de Floride                | Championnats NCAA (f)                 | Atlanta      | 24 mars 2016    |
| 17 s 81 | Caeleb Dressel     | 1996      | 22  | États-Unis Université de Floride                | Championnats NCAA (f relais 200 y NL) | Minneapolis  | 21 mars 2018    |
| 17 s 63 | Caeleb Dressel     | 1996      | 22  | États-Unis Université de Floride                | Championnats NCAA (f)                 | Minneapolis  | 21 mars 2018    |

### Meilleurs temps lancés
Il s'agit ici, non pas de records du monde officiels mais des meilleurs temps effectués dans des relais avec ce que l'on appelle un départ lancé.
| Temps   | Athlète          | Naissance | Âge | Nationalité                               | Compétition                         | Lieu         | Date         |
| ------- | ---------------- | --------- | --- | ----------------------------------------- | ----------------------------------- | ------------ | ------------ |
| 18 s 10 | Matt Targett     | 1992      | 21  | Australie Université d'Auburn             | SEC (rf)                            |              | 2009         |
| 17 s 86 | Vladimir Morozov | 1992      | 21  | Russie Université du Sud de la Californie | Championnats NCAA (rf)              | Indianapolis | 28 mars 2013 |
| 17 s 86 | Caeleb Dressel   | 1996      | 21  | États-Unis Université de Floride          | SEC (rf)                            |              | février 2017 |
| 17 s 71 | Caeleb Dressel   | 1996      | 21  | États-Unis Université de Floride          | Championnats NCAA (f 200 y 4 nages) |              | 24 mars 2017 |
| 17 s 30 | Caeleb Dressel   | 1996      | 22  | États-Unis Université de Floride          | Championnats NCAA (s 200 y 4 nages) |              | 23 mars 2018 |